# Трудфронт
Трудфронт — село в Икрянинском районе Астраханской области России. Административный центр и единственный населённый пункт муниципального образования «Село Трудфронт» со статусом сельского поселения.

## География
Село расположено в дельте Волги, на левом берегу Бахтемира, на 80 км юго-западнее областного центра города Астрахани. Расстояние до районного центра села Икряное — 25 км.
Почва относительно неплодородная, в основном солончаковая.

### Уличная сеть
40 лет Октября, 40 лет Победы, 50 лет Победы, Будённого, Волжская, Ворошилова пер, Ворошилова, Гагарина, Зелёная, Калинина, Капитана Сафронова, Карла Маркса, Карла Маркса пер, Кирова, Кооперативная, Красная Набережная, Куйбышева, Лейтенанта Ганина, Ленина, Матросова, Мира, Молодёжная, Набережная 1 Мая, Нахимова, Некрасова, Пушкина, Сержанта Никитенко, Советская, Суворова, Урицкого, Урицкого пер, Чапаева, Чкалова, Чугунова, Экипаж Морловец, Северная.

## История
Поселение возникло в 1740 году. В 1772 году коллежский советник Скрипицын купил 13 000 десятин земли вместе с приписанными к ней крестьянами.
В 1913 году потомок коллежского советника Скрипицын продал рыбный промысел Ракуша рыбопромышленнику Платонову. Тот в честь своей жены Александры переименовал промысел в «Александровский».
После революции в 1917 году при создании Советов рыбный промысел присоединяется к Сергиевскому сельскому совету.
Промысел Александровский переименован в промысел Трудфронт в 1924 году.
Промысел Трудфронт преобразован в рабочий посёлок в 1938 году.
27 ноября 1996 года образовано муниципальное образование «Посёлок Трудфронт». 25 ноября 1999 года постановлением Астраханского Областного Представительного Собрания второго созыва № 530/14 рабочий посёлок Трудфронт преобразован в сельское поселение — село Трудфронт, муниципальное образование «Посёлок Трудфронт» переименовано в муниципальное образование «Село Трудфронт».

## Известные уроженцы
В селе родился Митрополит Брянский — Александр (Агриков).

## Население
| 1959  | 1970  | 1979  | 1989  | 2002  | 2010  | 2012  |
| ----- | ----- | ----- | ----- | ----- | ----- | ----- |
| 4450  | ↘3844 | ↘3424 | ↘3280 | ↘2584 | ↗2721 | ↘2693 |
| 2013  | 2014  | 2015  | 2016  | 2017  | 2018  | 2019  |
| ↘2683 | ↗2684 | ↗2699 | ↘2672 | ↗2680 | ↘2670 | ↘2649 |
| 2020  | 2021  |       |       |       |       |       |
| ↘2609 | ↘2441 |       |       |       |       |       |

Население в последние годы снижается в связи с переездом жителей в областной центр.

## Инфраструктура
местное население занимается выращиванием овощей и фруктов на приусадебных участках.
- Библиотека
- ФГУ «Александровский осетровый рыбоводный завод»
- Трудфронтское Потребительское общество
- Почтовое отделение
- АТС

## Пункт базирования ВМФ России
В селе дислоцирован пункт базирования Краснознаменной Каспийской флотилии ВМФ России. Здесь, в районе базы Морлова, находится причальная стенка длиною около 250 метров, на которой базируется группа судов обеспечения.
Сам пункт базирования также используется для стоянки боевых кораблей и катеров, заступивших здесь на боевое дежурство или пришедших для приёма-сдачи боезапаса. В основном здесь базируются морские и рейдовые суда обеспечения, например, морские - рейдовые буксиры, судно контроля физических полей, судно размагничивания и другие.